# 云南旅游股份
雲南旅遊股份有限公司，簡稱雲南旅遊股份，以及雲南旅遊（英語：Yunnan Tourism Co., Ltd.，深交所：002059）是一家中国的旅游公司。

## 历史
於2000年由云南世博集团有限公司（云南世博旅游控股集团有限公司前身）、云南红塔集团有限公司、云南铜业（集团）有限公司等設立旅遊事業控股公司，前身為「昆明世博园股份有限公司」。
業務在國內經營为景区景点投资、经营及管理，园林园艺产品展示，旅游房地产投资，生物产品开发及利用，旅游商贸等。董事長為王冲，總經理為葛宝荣。
總部位於云南省昆明市世博路10号云南旅游股份有限公司办公楼。
股份在2006年7月26日於深交所中小板上市。招股價為3.6元人民幣，發行新股為21,500万股，集資額為7.74億元人民幣。

## 連結
- expo99km.com